# 서일고등학교 (대전)
서일고등학교(西一高等學校)는 대한민국 대전광역시 서구 관저동에 있는 사립 고등학교이다.

## 학교 연혁
- 1982년 4월 19일 : 학교법인 석봉학원 설립인가, 염종건 이사장 취임
- 1982년 10월 23일 : 서일상업고등학교 24학급 인가, 초대 류승권 교장 취임
- 1983년 3월 10일 : 개교 및 입학식
- 1986년 9월 27일 : 서일고등학교 개편 인가
- 1996년 4월 23일 : 24학급에서 30학급 증설 인가
- 2007년 10월 17일 : 제2대 염성수 이사장 취임
- 2022년 9월 1일 : 제7대 임근영 교장 취임
- 2024년 1월 5일 : 제39회 졸업식(총 졸업생 13,381명, 제39회 181명)
- 2024년 3월 4일 : 제42회 입학식 (193명)

## 참고 자료
- 서일고등학교 - 한국교육학술정보원 학교알리미